# Duitse militaire begraafplaats Bienen
De Duitse militaire begraafplaats in Bienen (gemeente Rees) is een militaire begraafplaats in Noordrijn-Westfalen, Duitsland. Op de begraafplaats liggen omgekomen Duitse militairen uit de Tweede Wereldoorlog.

## Begraafplaats
Op de begraafplaats rusten vierenvijftig Duitse militairen. Allen kwamen om tijdens de strijd om de Rijn nabij Rees, die plaatsvond aan het einde van de oorlog, in februari en maart 1945.

## Afbeeldingen

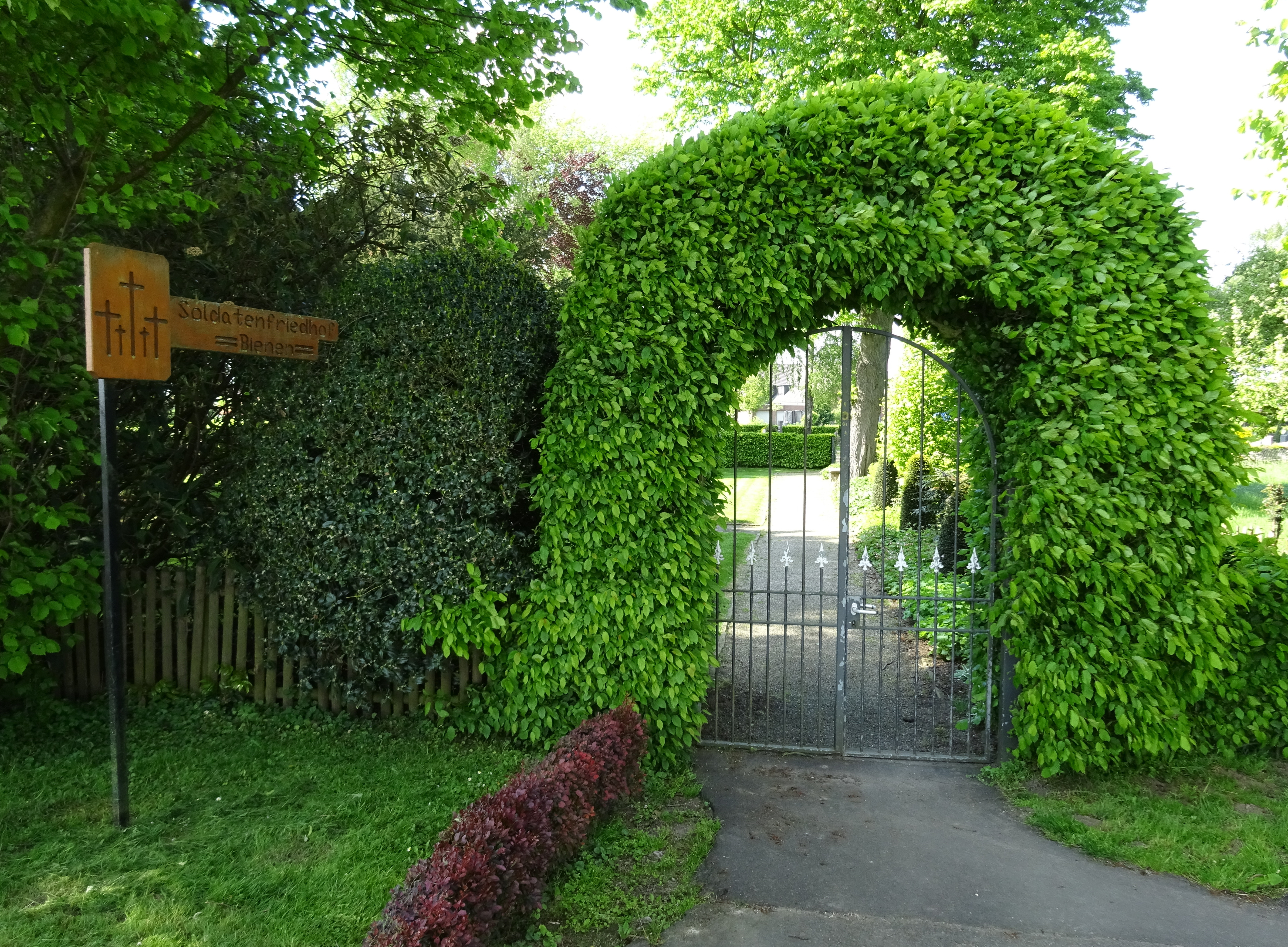
Ingang
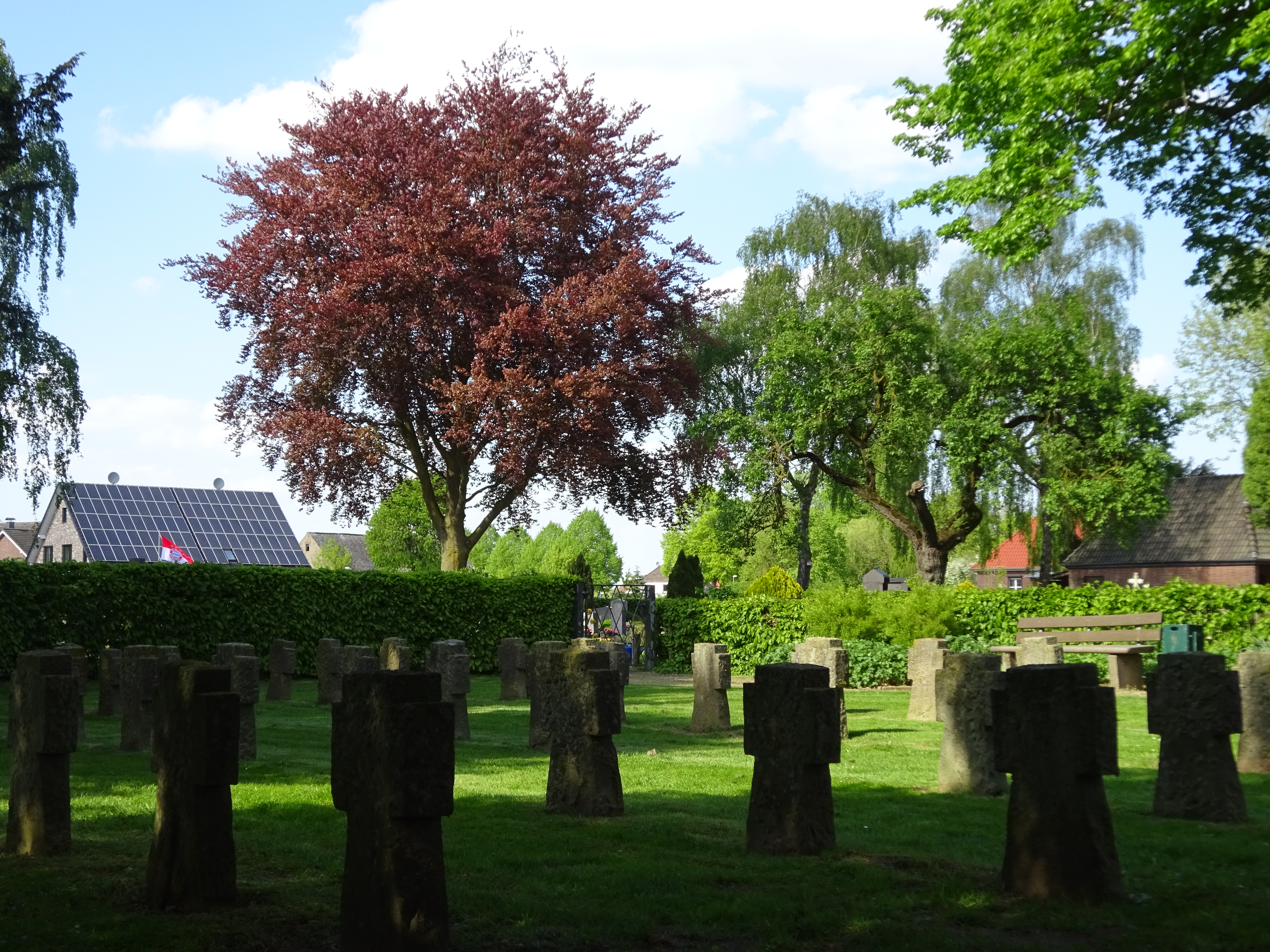
Overicht
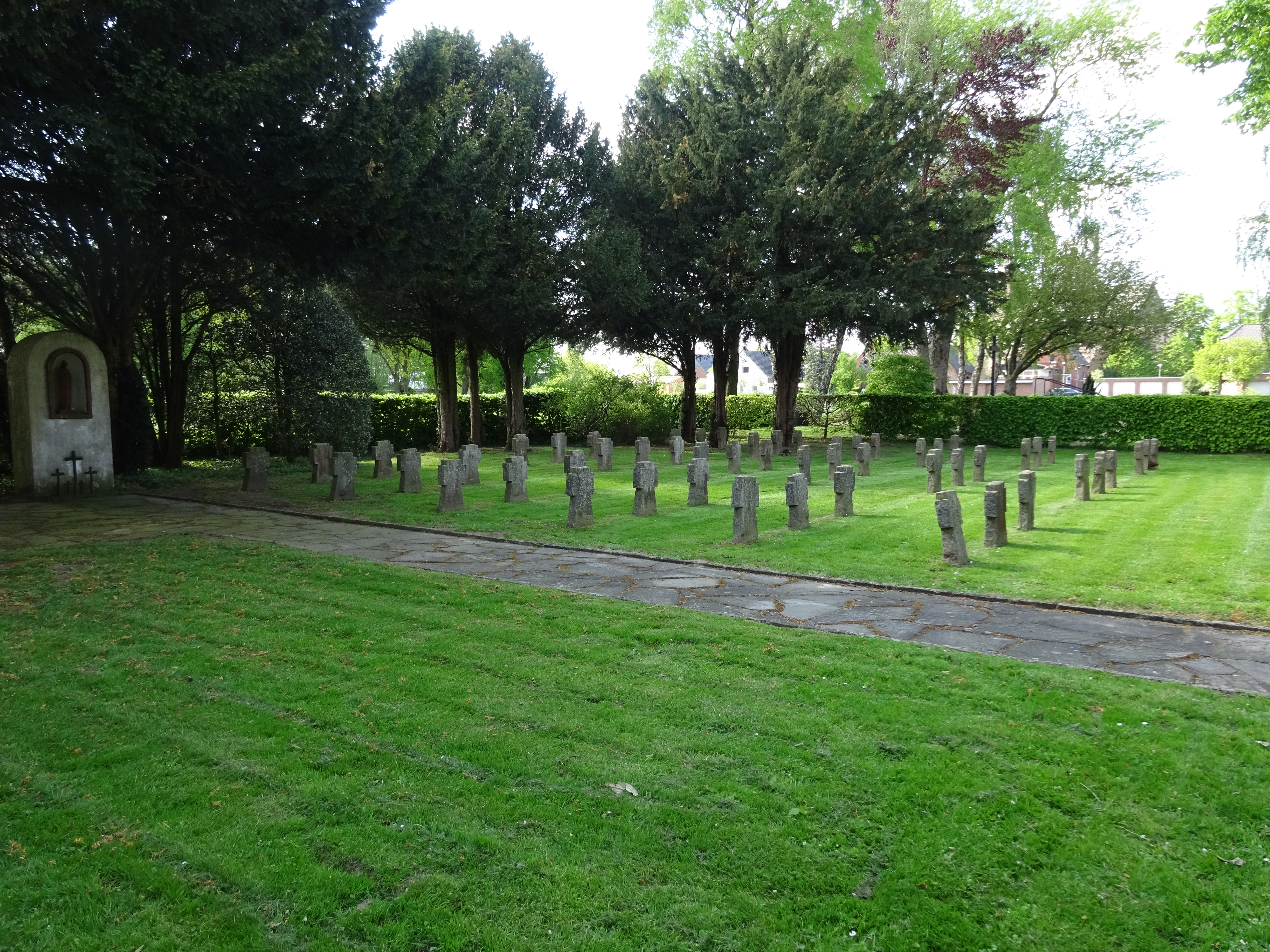
Overicht